# تجمع الجرة (المحفد)

تعديل مصدري - تعديل

تجمع الجرة هو أحد التجمعات البدوية في عزلة المحفد بمديرية المحفد التابعة لمحافظة أبين، بلغ تعداد سكانها 62 نسمة حسب تعداد اليمن لعام 2004.